# USA i olympiska vinterspelen 1980
USA deltog med 101 deltagare vid de olympiska vinterspelen 1980 i Lake Placid. Totalt vann de sex guldmedaljer, fyra silvermedaljer och två bronsmedaljer.

## Medaljer

### Guld
- Bill Baker, Neal Broten, Dave Christian, Steve Christoff, Jim Craig, Mike Eruzione, John Harrington, Steve Janaszak, Mark Johnson, Rob McClanahan, Ken Morrow, Jack O'Callahan, Mike Ramsey, Mark Pavelich, Buzz Schneider, Dave Silk, Bob Suter, Eric Strobel, Mark Wells och Phil Verchota - Ishockey
- Eric Heiden - Skridskor, 500 meter
- Eric Heiden - Skridskor, 1 000 meter
- Eric Heiden - Skridskor, 1 500 meter
- Eric Heiden - Skridskor, 5 000 meter
- Eric Heiden - Skridskor, 10 000 meter

### Silver
- Phil Mahre - Alpin skidåkning, slalom
- Linda Fratianne - Konståkning
- Leah Poulos-Mueller - Skridskor, 500 meter
- Leah Poulos-Mueller - Skridskor, 1 000 meter

### Brons
- Charles Tickner - Konståkning
- Beth Heiden - Skridskor, 3 000 meter